# MR08
De reeks MR08 is een driedelig elektrisch treinstel van het Siemens-type Desiro Main Line (Desiro ML), een zogenaamde lichtgewichttrein met lagevloerdeel voor het regionaal personenvervoer en het lokaal personenvervoer voor de Nationale Maatschappij der Belgische Spoorwegen (NMBS).
Met de komst van deze motorstellen werden de series MS62 en MS70 Airport volledig vervangen, de reeksen MS66 en MS73 werden deels vervangen (de rest wordt vervangen door de M7-rijtuigen).

## Geschiedenis
Het treinstel werd door Siemens Mobility ontwikkeld uit de Desiro MainLine (serie 460) bestemd voor het Duitse Trans Regio. Siemens Mobility bouwde 105 treinstellen en Bombardier Transportation 200 treinstellen.
De raad van de bestuur van het Belgische nationale spoorwegbedrijf NMBS besliste om 305 elektrische motorstellen van het type "Desiro ML" aan te kopen bij Siemens. Met een waarde van 1,291 miljard euro is dit het grootste investeringsdossier ooit voor de NMBS. De bestelde rijtuigen hebben in totaal 85.400 zitplaatsen en werden afgeleverd tussen het voorjaar van 2011 en eind 2016, in een tempo van vijf tot acht stellen per maand.
Tijdens de opendeurdagen van de NMBS-werkplaatsen gedurende vijf weekends vanaf 24 september tot en met 23 oktober 2011 werden de treinstellen officieel aan het publiek voorgesteld.
De NMBS vroeg op 1 oktober 2013 garanties van Siemens naar aanleiding van de wereldwijde aangekondigde personeelsaanpassingen van de Duitse multinational en of dit geen gevolgen zou hebben voor de levering en opvolging van 305 treinen aan de NMBS alsmede de kwaliteitsopvolging van 120 al geleverde locomotieven.
Op 19 maart 2015 werden de treinstellen 08594 en 08595 als laatste van in totaal 305 treinstellen door Siemens Mobility afgeleverd aan NMBS.

## Constructie en techniek
De Desiro ML is modulair opgebouwd uit een aluminium frame met een frontdeel van glasvezelversterkte kunststof. Alle rijtuigen hebben een lagevloerdeel. Het treinstel wordt elektrisch aangedreven. Het treinstel kan met twee tussenrijtuigen worden verlengd. De Desiro ML zijn uitgerust met een volautomatische Scharfenbergkoppeling voor het rijden in treinschakeling.
De draaistellen zijn van het type Siemens SF 6500. 
Op het dak van beide kopbakken bevindt zich een IGBT-tractieomvormer van Siemens die de bovenleidingsspanning omzet in draaistroom. Elke omvormer voedt daarmee vier 6-polige tractiemotoren met een vermogen van 250 kW. De kracht van de tractiemotoren wordt overgebracht op de as via een tandwielkast.
Op de Desiro's geschikt voor 25 kV~ wordt de bovenleidingsspanning eerst geschikt gemaakt voor de tractieomvormers middels een transformator en een vierkwadrantenomvormer.

### Treinbeïnvloeding
Alle treinstellen waren initieel uitgerust met ETCS level 1 en TBL 1+.
Anno 2024 worden de 305 treinstellen opgewaardeerd naar ETCS-toepassingsniveau 2 baseline 3. Nadien zijn ze weer toegelaten op het Belgische deel van HSL4.

## Treindiensten
Van deze stellen waren er 95 specifiek bedoeld voor het Gewestelijk ExpresNet, het netwerk van voorstadstreinen rond onder andere Brussel. 115 treinstellen waren bestemd ter versterking van de huidige treindiensten. Daarnaast zijn er 95 treinstellen die op wisselspanning kunnen rijden. Deze treinstellen worden ingezet op de met 25 kV geëlektrificeerde spoorlijnen 165, 166 en 167 in de Ardennen, waar voordien de treindienst werd uitgevoerd met dieseltreinen van het type MW41.  Een ander inzetgebied was de ondersteunende treindienst Antwerpen-Centraal - Noorderkempen op de HSL 4, tot op deze Belgische spoorlijn de regel kwam dat ETCS L1 enkel als terugvalmechanisme gebruikt mag worden.
De treinstellen worden ingezet op vrijwel alle L-treinen (behalve L-09, -12, -16 en -31), op bijna alle S-treinen (behalve enkele S7-, S9-, S3-, S5-, en S10-treinen, S51, S52, S63 en S64) en op een heel aantal P-treinen.
Ondanks het feit dat deze treinen ontworpen zijn als stoptreinen met een snelle afremming en acceleratie, worden ze toch regelmatig ingezet op Belgische IC-treinverbindingen, zoals
- (IC-02) Antwerpen-Centraal - Gent - Oostende
- (IC-07) Essen - Antwerpen-Centraal - Brussel - Charleroi-Centraal
- (IC-09) Antwerpen - Aarschot - Leuven
- (IC-17) Brussels Airport - Brussel-Schuman - Namen - Dinant
- (IC-20) Gent - Aalst - Brussel - Dendermonde - Lokeren (weekend)
- (IC-21) Gent - Dendermonde - Leuven
- (IC-22) Antwerpen-Centraal - Mechelen - Brussel-Zuid
- (IC-23) Oostende - Brugge - Oudenaarde - Brussel - Brussels Airport-Zaventem
- (IC-23A) Brussels Airport - Gent - Brugge
- (IC-30) Antwerpen-Centraal - Lier - Turnhout
- (IC-31) Antwerpen-Centraal - Mechelen - Brussel-Zuid
- (IC-32) Kortrijk - Brugge (- Oostende)
- (IC-33) Luik-Guillemins - Gouvy - Luxemburg (L)

Hierop is kritiek gekomen, aangezien de Desiro's met hun beperktere comfort als ongeschikt worden ervaren voor lange treinreizen.

## Problemen
De Desiro-treinstellen bleken na de indiensttreding vaak te kampen met technische problemen. In februari 2013 had de NMBS al 1500 problemen gemeld bij producent Siemens. De NMBS besloot daarom de bestelling van 250 stellen op te schorten tot de problemen opgelost zijn. Bovendien eist de NMBS een boete voor de geleden schade. Dit komt boven op de boete van 25 miljoen euro die Siemens al moest betalen voor de laattijdige levering van de stellen.
In 2014 bleek een Desirostel gemiddeld om de 8000 kilometer een defect te vertonen, wat vaker is dan het gemiddelde van 30.000 kilometer voor een trein op het Belgische spoornet. De defecten zouden vooral te maken hebben met een onbetrouwbare voeding, waarbij het benodigde vermogen om te rijden wegvalt. Een ander probleem situeert zich bij de deuren en de automatische koppeling van de treinstellen die niet naar behoren werken. De deuren zouden slechts zijn uitgerust met een enkele motor in plaats van een tweede motor zoals in de Duitse modellen.

## Interieur
De stellen beschikken over een multifunctionele ruimte die aangepast is voor rolstoelen en kinderwagens of voor het stallen van fietsen. De stoelen staan voor het grootste deel in coach-opstelling (geen vier zitjes rond een tafel). De zetels in de tweede klasse die wel in vis-à-vis opstelling staan, beschikken over een tafeltje en een vuilbakje. Er is een bagagerek beschikbaar. Er is tevens een 220V-stopcontact voor het aansluiten van bijvoorbeeld een laptop of een lader. De ontvangst van mobiel internet is sterk verzwakt door de elektromagnetische afscherming van drielagig glas en de thermische wandisolatie. In de eerste klasse beschikken de stoelen over klaptafeltjes.
De buitendeuren gaan enkel open als de reiziger de openingsknop indrukt. Deze deuren hebben een bewegingssensor die de deuren automatisch sluit wanneer er gedurende meer dan tien seconden geen personen gedetecteerd worden. Dit om de goede werking van de klimaatregeling te bevorderen. Binnendeuren zijn er niet, wel branddeuren tussen de rijtuigen die automatisch sluiten in geval van brand.

## Galerij

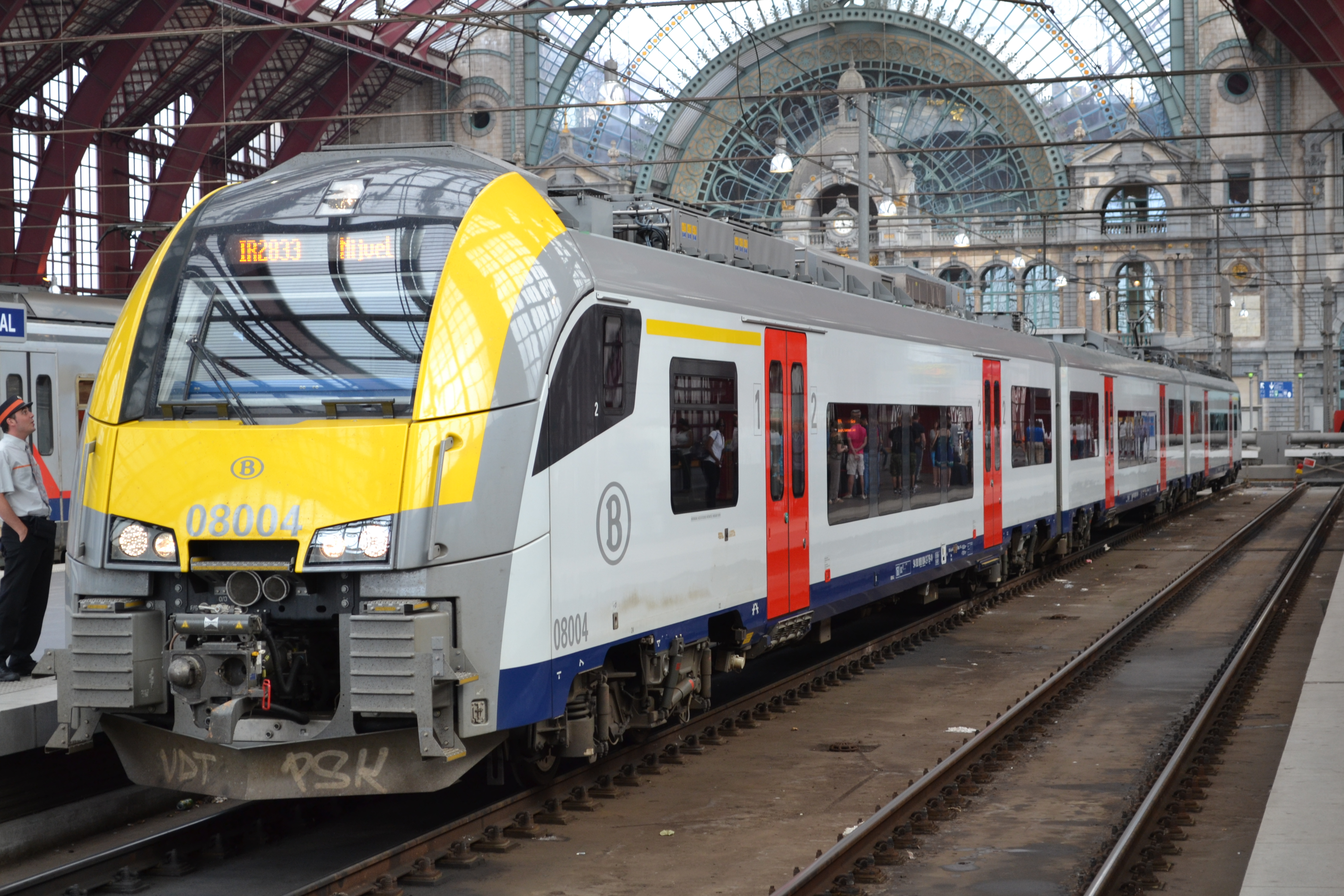
MR08 in reizigersdienst, te Antwerpen-Centraal
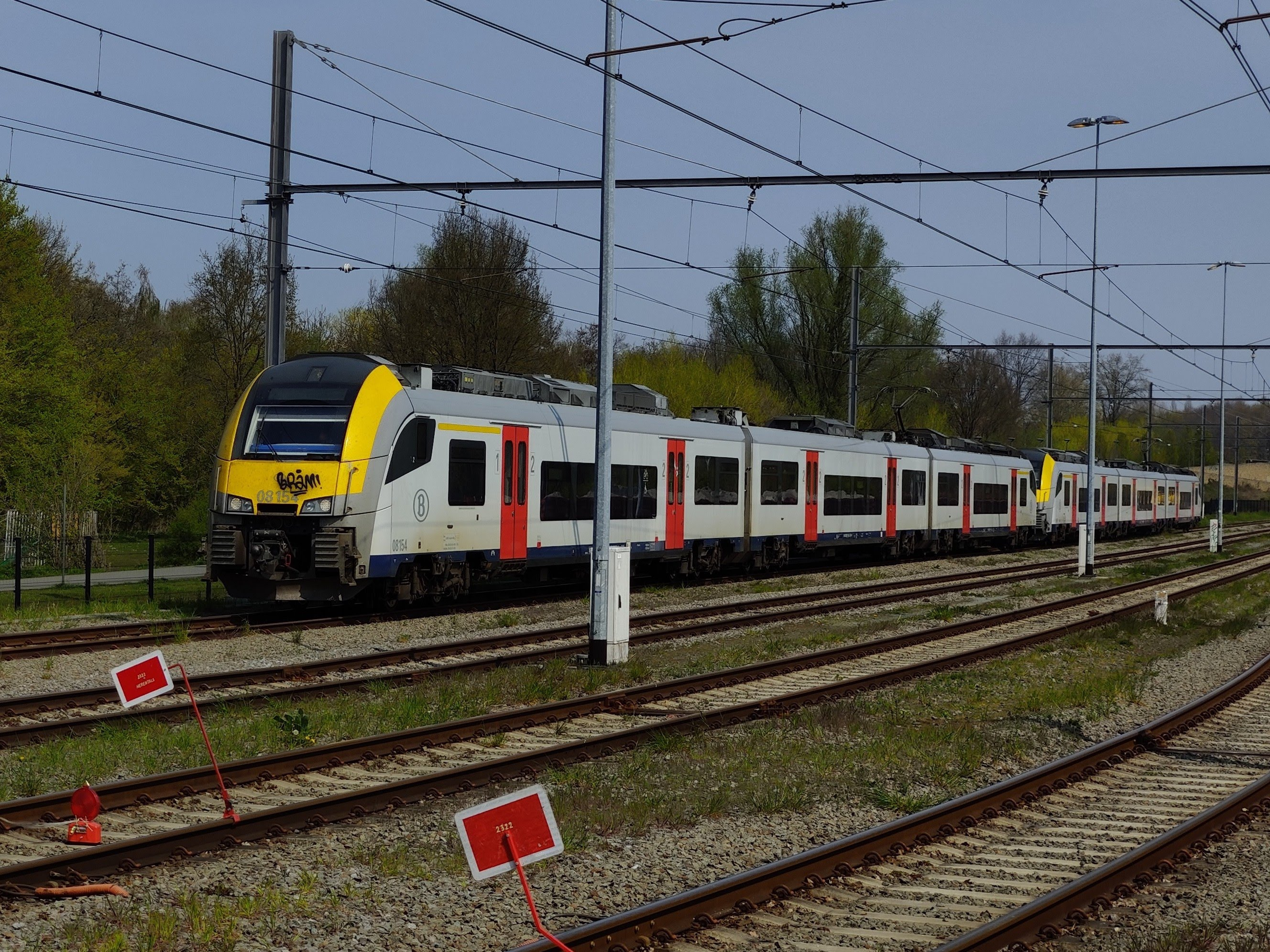
MR08 in Turnhout
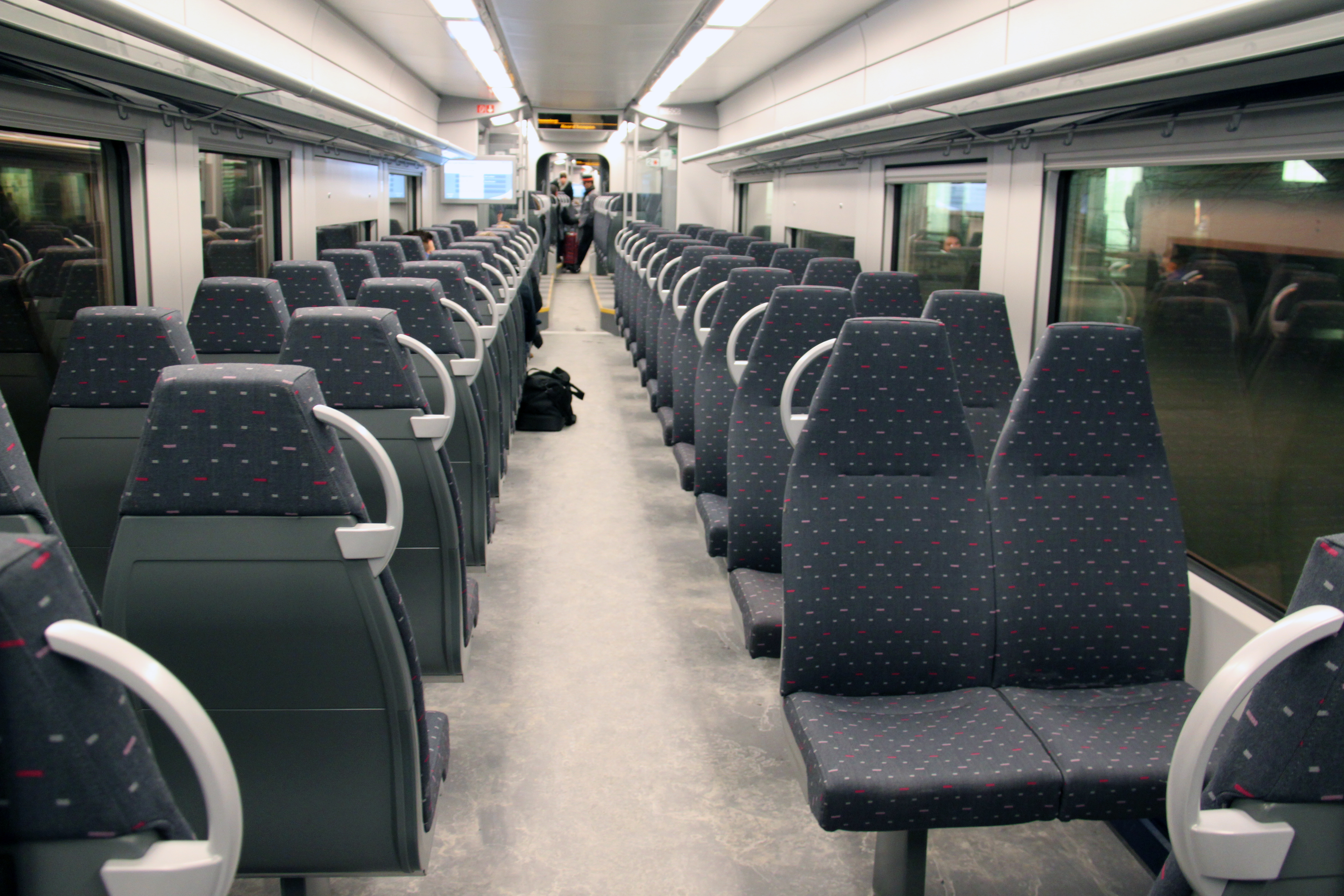
2e klas
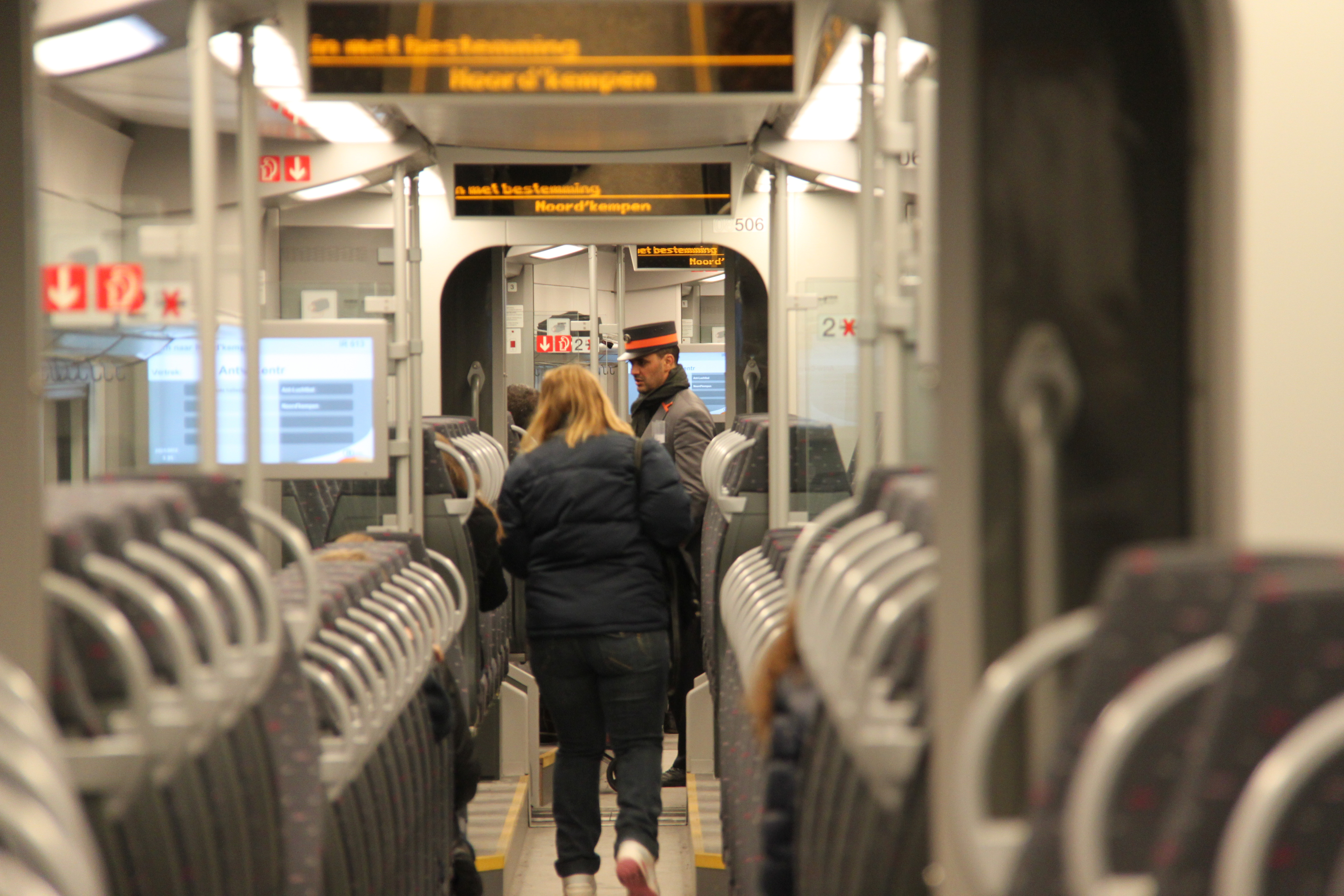
2e klas gang
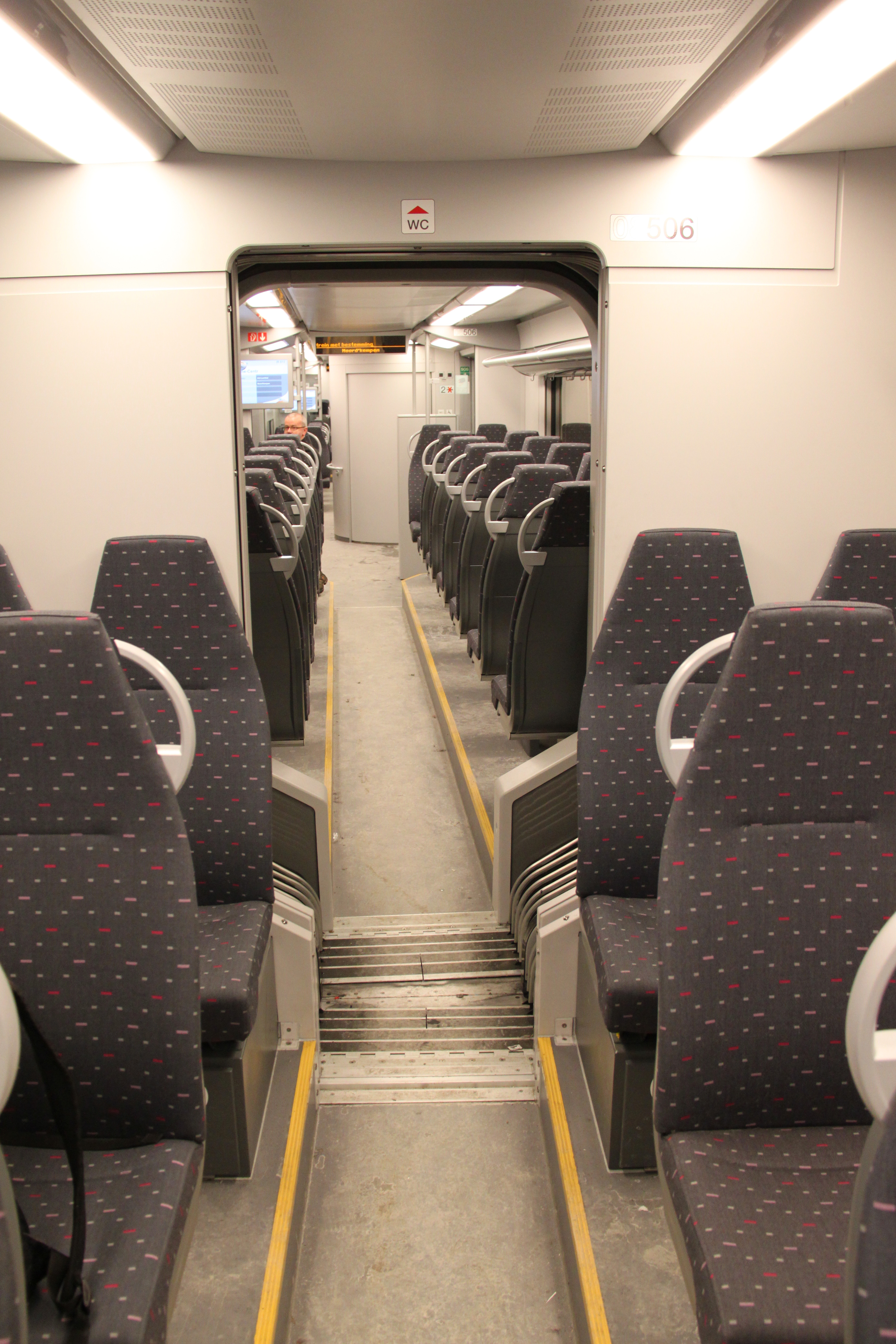
2e klas met bakovergang
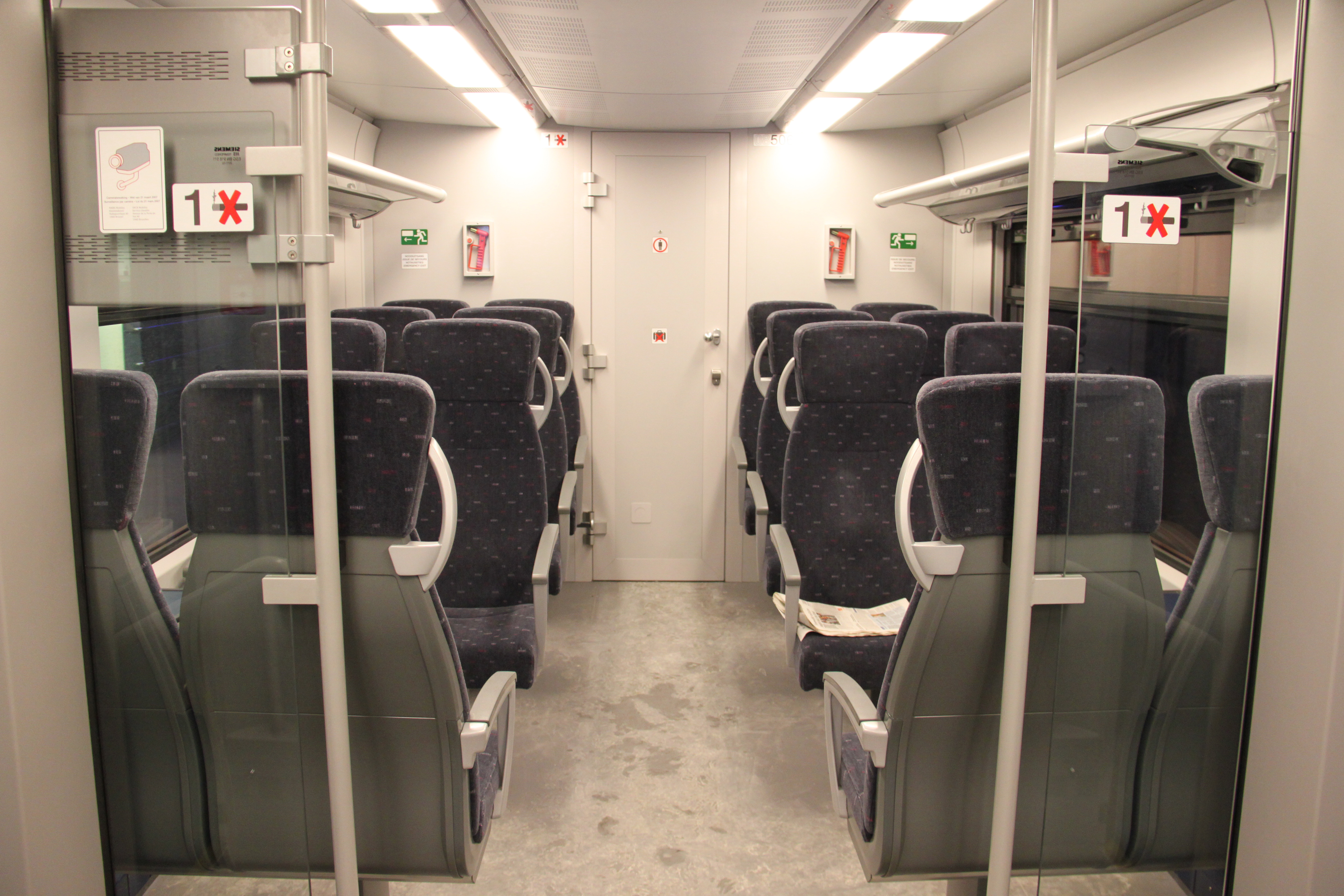
1e klas
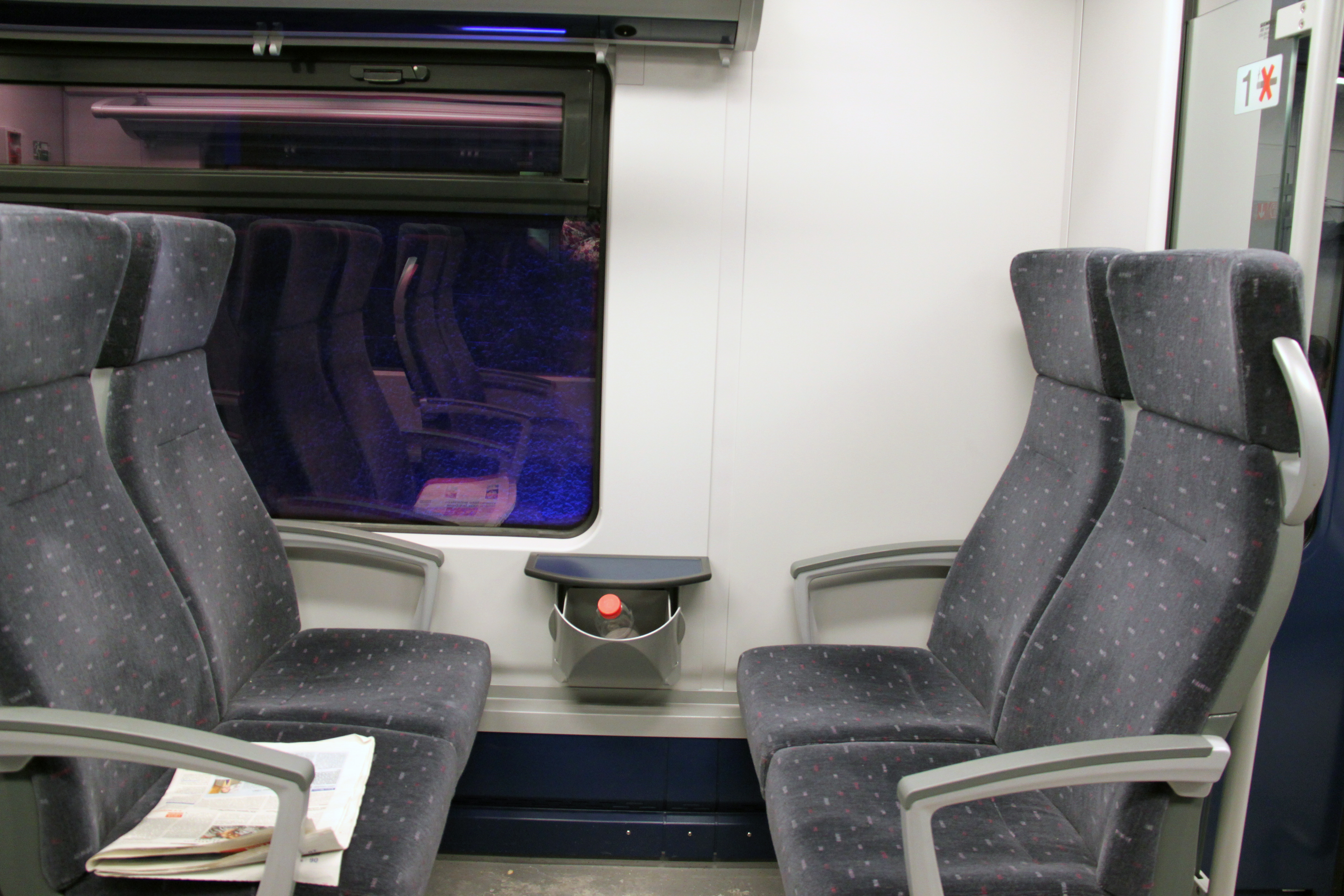
1e klas
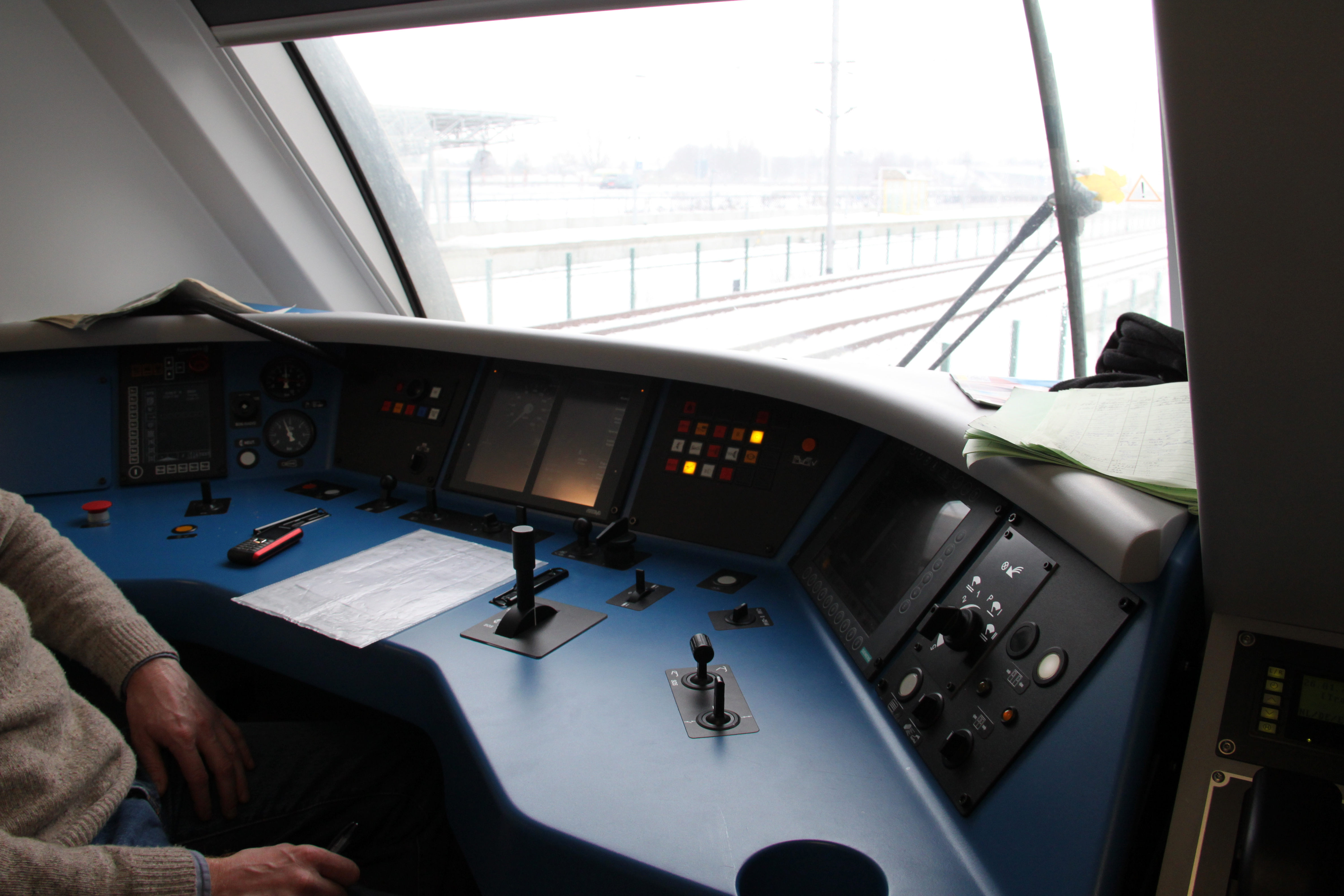
Cabine
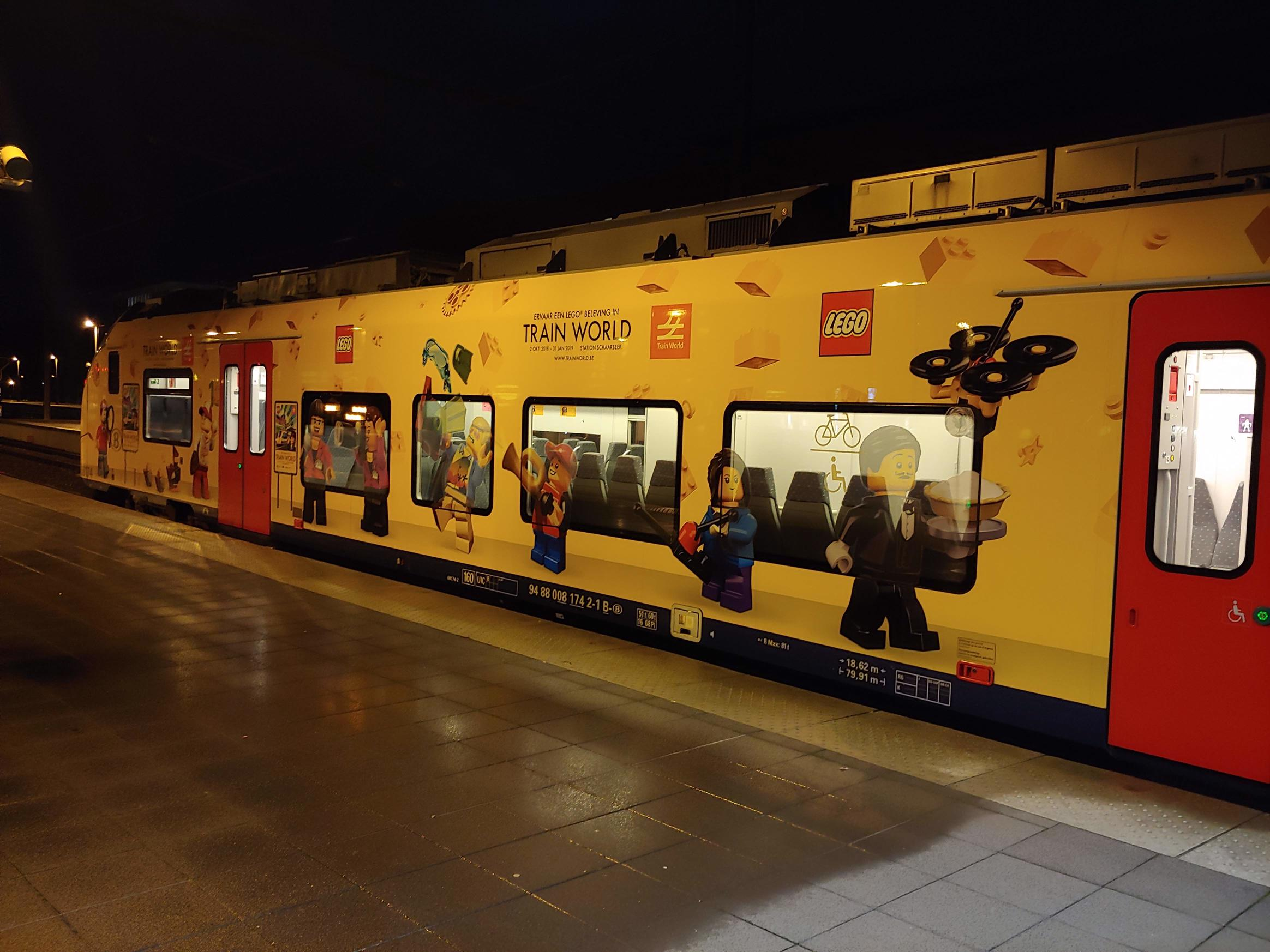
Met reclame voor een LEGO-expo in Train World (2018-2019)
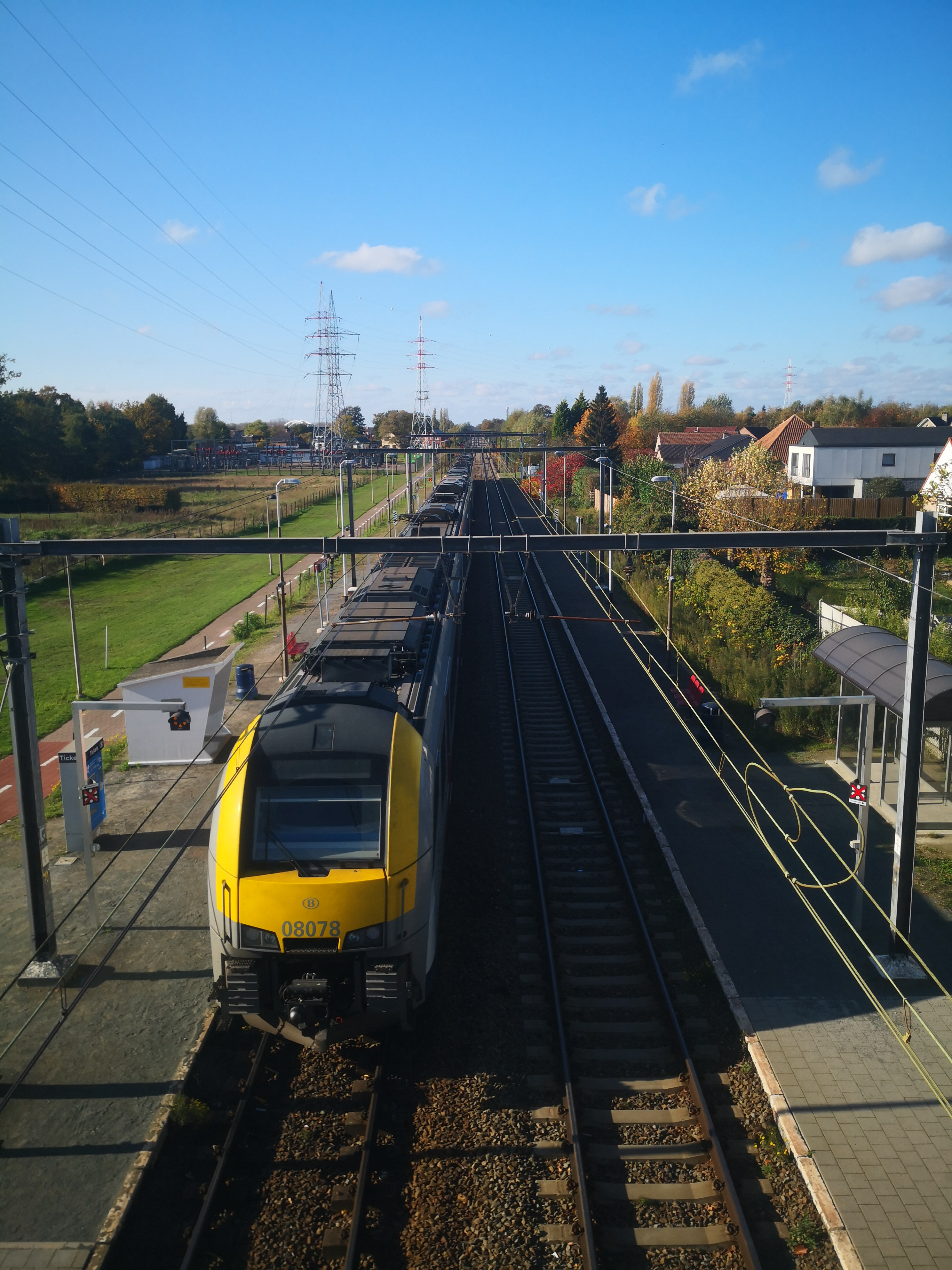
Bovenkant van een NMBS Desiro MR08
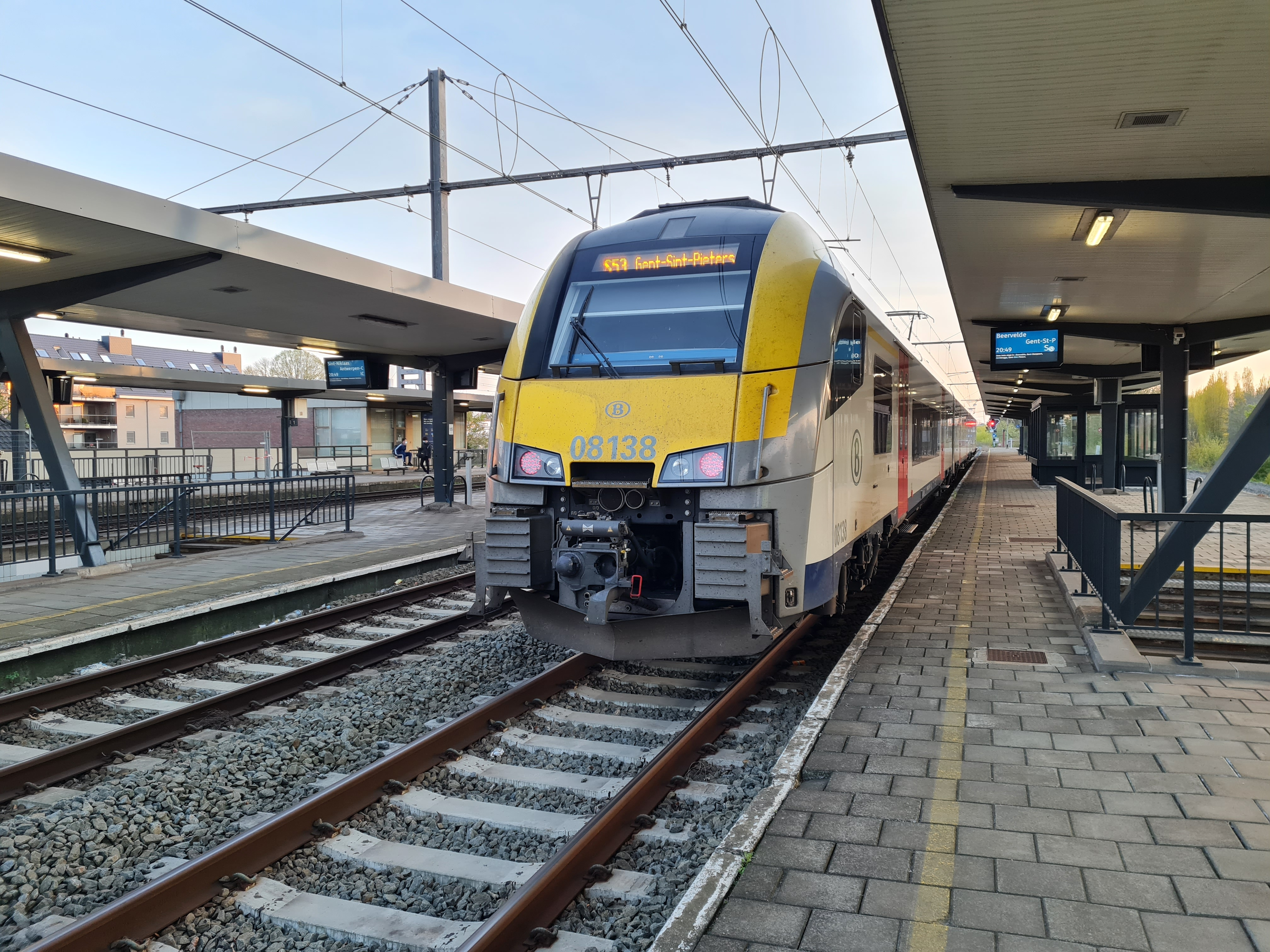
MR08 bij een laag perron te Lokeren